# نورمان أورتيز
نورمان أورتيز (بالإسبانية: Norman Ortiz)‏ هو لاعب كرة قدم كولومبي، ولد في 3 يناير 1947 في مدينة كالي في كولومبيا. لعب مع أمريكا دي كالي.

## وصلات خارجية
- نورمان أورتيز على موقع عالم كرة القدم.نت (الإنجليزية)
- نورمان أورتيز على موقع أوليمبيديا (الإنجليزية)